# Jamne (rejon wełykopysariwski)
Jamne (ukr. Ямне) – wieś na Ukrainie, w rejonie wełykopysariwskim obwodu sumskiego.
Założona w 1678. Wieś liczy 700 mieszkańców.